# کفتور

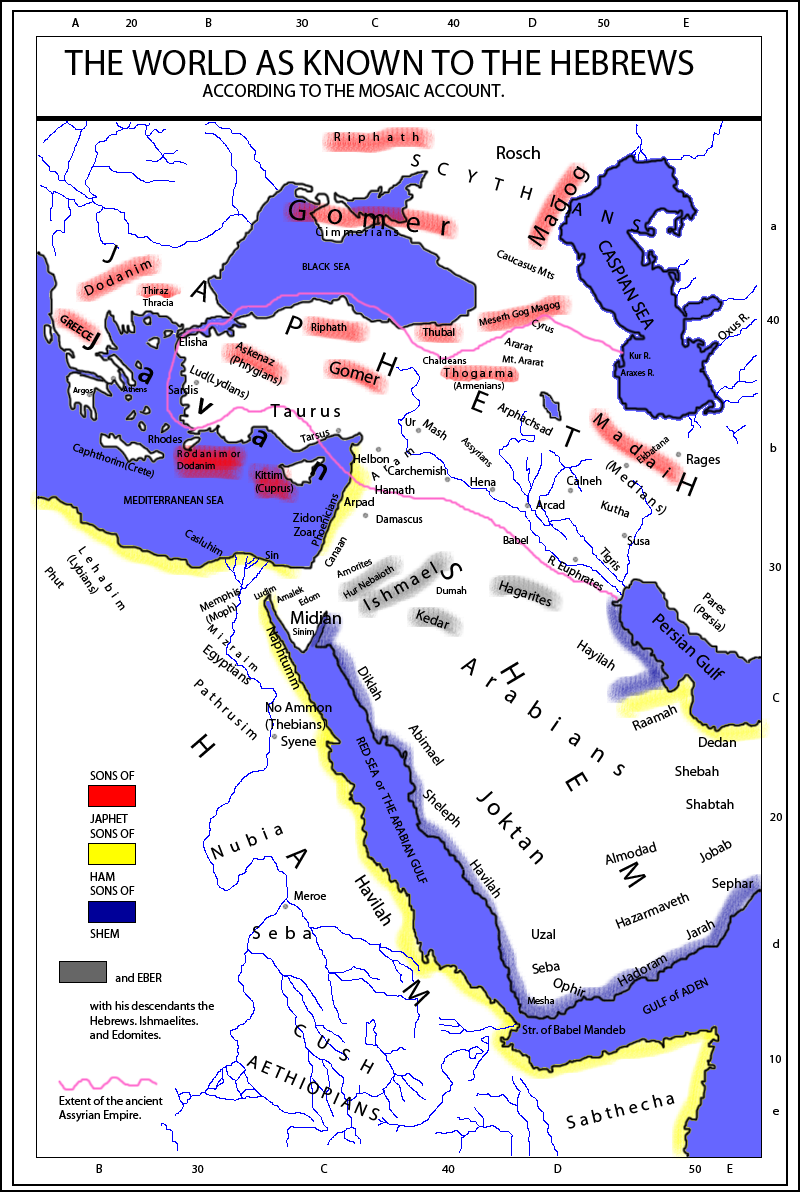
بازسازی نسل نوح، قرار دادن «کفتور» در کرت باستان.

کفتور (عبری: כפתור) مکانی است که در کتاب مقدس به آن اشاره شده‌است. به مردم این مکان کفتوریم گفته می‌شود و به عنوان انشعابی از مصر باستان نام گذاری شده‌است. در کتیبه‌های مصر باستان، ماری و اوگاریت نیز به کفتور اشاره شده‌است. منابع یهودی جایگاه کفتور را منطقه فلسطین می‌دانند، هرچند منابع مدرن تمایل دارند آن را با مناطقی مانند کیلیکیه، قبرس یا کرت مرتبط کنند.
کفتوریم در نسب‌شناسی، کتاب پیدایش (پیدایش ۱۰:۱۳–۱۴) به عنوان یکی از چندین بخش از سرزمین مزریم (مصر) ذکر شده‌است.